# Karl Heinrich Bergius
Karl Heinrich Bergius  ( 1790 – janeiro de 1818 ) foi um médico, naturalista e explorador alemão. 

## Biografia
Participou das guerras napoleônicas,  1812-1814, obtendo a cruz de ferro.  Em seguida, estudou farmácia em Berlim onde  adquiriu o   interesse pela botânica. Chamou  à atenção de  Hinrich Lichtenstein (1780-1857), diretor do  Museu de Zoologia de Berlim, que procurava jovens  prontos para partir  à  paises remotos com o objetivo de  fazer  colheitas  de espécimes.  Com essa finalidade é enviado à África do Sul como assistente de  seus amigos Diederik Pallas e Pieter Heinrich Polemann (1779-1839),  proprietários de uma farmácia na Cidade do Cabo.
Bergius  chegou  na África em 1815, e manteve uma correspondência com  Lichtenstein. 
Na correspondência, Bergius menciona a sua determinação, mas também testemunha as  suas dificuldades, principalmente, das suas pobres condições de vida e rápida degradação de sua saúde. Lamenta  também do escasso número de cartas que recebe da Europa e da  falta de documentação e  material disponíveis para o seu trabalho. 
Durante sua estadia na África manda os espécimes Morus capensis (Alcatraz-do-cabo) e a Sterna bergii (Gaivina-de-bico-amarelo), que serão descritas por Lichtenstein.

## Fonte
- Barbara Mearns et Richard Mearns (1988). Biographies for Birdwatchers: The Lives of Those Commemorated in Western Palearctic Bird Names, Imprensa Academica (Londres) : 490 p. ISBN 0.12.487422.3 Erro de parâmetro em {{ISBN}}: caractere inválido